# Quis custodiet ipsos custodes?
Quis custodiet ipsos custodes? è una locuzione latina tratta dalla VI Satira di Giovenale, che letteralmente significa: «Chi sorveglierà i sorveglianti stessi?».

## Storia e significato
Tra le sedici satire che compongono l'opera di Giovenale, la VI è forse la più nota per l'argomento: rappresenta un feroce attacco ai vizi delle donne romane e non, ricche e povere, nobili e plebee, tutte corrotte e depravate, e Messalina era una di queste. Il verso completo suona così:
(Giovenale, Satire, VI, O31-O32)
Nonostante il contesto originale riguardi l'infedeltà coniugale, la frase è oggi utilizzata solitamente in riferimento agli abusi di potere.
In un passo più antico del dialogo La Repubblica del filosofo greco Platone (III, 403e) si asserisce in modo simile che i custodi dello Stato devono guardarsi dall'ubriachezza, per non avere essi stessi bisogno di esser sorvegliati. La frase recita: «Γελοῖον γάϱ τόν γε φύλαϰα φύλαϰος δεῖσϑαι» (in latino: Nempe ridiculum esset, custode indigere custodem). Il significato è: «È certamente ridicolo che un custode abbia bisogno di un custode».